# Hipólito Peña
Hipólito Peña Concepción (nacido el 30 de enero de 1964 en Sánchez Ramírez) es un ex lanzador dominicano que jugó en las Grandes Ligas de Béisbol. Firmado en 1981 por los Milwaukee Brewers, lanzó  cerca de tres temporadas en las Grandes Ligas desde 1986 hasta 1988 para Pittsburgh Pirates y New York Yankees. Terminó con 1 victoria, 7 derrotas, 4.84 de efectividad, salvó 2 juegos. Permitió 33 hits, 32 carreras (26 limpias), 6 jonrones, dio 38 bases por bolas (5 intencionales), ponchó 32 en 42 juegos y 48.1 innings lanzados.

## Trivia
- Fue el dominicano número 100 en debutar en las Grandes Ligas de Béisbol.
- Jugó con los Tigres del Licey y las Estrellas Orientales en la Liga Dominicana.